# Вітсетт (Північна Кароліна)
Вітсетт (англ. Whitsett) — місто (англ. town) в США, в окрузі Ґілфорд штату Північна Кароліна. Населення — 584 особи (2020).

## Географія
Вітсетт розташований за координатами 36°4′57″ пн. ш. 79°34′29″ зх. д. / 36.08250° пн. ш. 79.57472° зх. д. (36.082453, -79.574749).  За даними Бюро перепису населення США в 2010 році місто мало площу 6,89 км², з яких 6,82 км² — суходіл та 0,07 км² — водойми.

## Демографія
Згідно з переписом 2010 року, у місті мешкало 590 осіб у 256 домогосподарствах у складі 171 родини. Густота населення становила 86 осіб/км².  Було 279 помешкань (41/км²).
Расовий склад населення:
| - 91,0 % — білих - 6,8 % — чорних або афроамериканців - 1,9 % — осіб інших рас |

До двох чи більше рас належало 0,3 %. Частка іспаномовних становила 2,9 % від усіх жителів.
За віковим діапазоном населення розподілялося таким чином: 15,8 % — особи молодші 18 років, 63,7 % — особи у віці 18—64 років, 20,5 % — особи у віці 65 років та старші. Медіана віку мешканця становила 49,0 року. На 100 осіб жіночої статі у місті припадало 94,7 чоловіків;  на 100 жінок у віці від 18 років та старших — 95,7 чоловіків також старших 18 років.
Середній дохід на одне домашнє господарство  становив 79 562 долари США (медіана — 63 214), а середній дохід на одну сім'ю — 91 309 доларів (медіана — 69 306). Медіана доходів становила 67 778 доларів для чоловіків та 38 836 доларів для жінок. За межею бідності перебувало 5,6 % осіб, у тому числі 5,9 % дітей у віці до 18 років та 8,3 % осіб у віці 65 років та старших.
Цивільне працевлаштоване населення становило 381 особа. Основні галузі зайнятості: освіта, охорона здоров'я та соціальна допомога — 20,5 %, роздрібна торгівля — 15,7 %, виробництво — 12,6 %, фінанси, страхування та нерухомість — 11,3 %.